# Zöld-tavi menedékház
A Zöld-tavi menedékház (szlovákul: Chata pri Zelenom plese, 1551 m) Késmárki-Fehérvíz-völgyben, a késmárki Zöld-tó partján álló menedékház. Egy ideig a Brncalova chata nevet viselte.

## Története
Az első turisták, akik ellátogattak a Zöld-tóhoz, csak a szabad ég alatt tölthették az éjszakát, ill. a Rókuszi vagy Mellső-Rézaknáki juhászkunyhókban.
A Magyarországi Kárpát Egyesület (MKE) az 1873.08.10-én Késmárkon tartott közgyűlésén elhatározta, hogy a Késmárki Zöld-tó partján menedékházat épít.

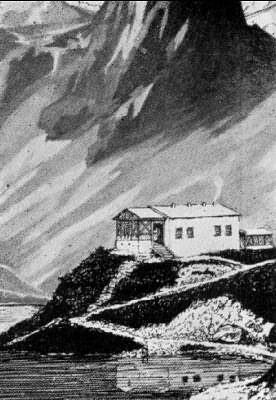

Az MKE a Rókuszi havasi réten (Weidau-rétjén) 1876-ban épített, majd 1880-ban a Zöld-tóhoz áthelyezett egyszobás Egyed-menedékházát, (Berzeviczy Egyed, a MKE akkori elnöke tiszteletére), (Egidova chata, Egýdova chata) melyet 1883-as leégése után követett a kétszobás, előszobás második ház 1884-ben. Ezt 1887-ben a tó északi partjáról áthelyezték a védettebb déli partra s ugyanakkor 1887-88. évben a Késmárki-Fehérvíz-völgyében a menedékházhoz mintegy 3000 K költséggel új szekérutat építenek. E menedékház 1890-ben másodszor is leégett. Az Fridrich-menedékház névre keresztelt épületet újra fölépítik, de még ugyanazon év őszén harmadszor is a lángok martaléka lesz. E három menedékházra az egyesület mintegy 2300 K-t költ.
Az egyesület nem nyugodhatott bele a menedékház elvesztésébe s 1894-ben már országos gyűjtést indít az új menedékház építési költségeinek előteremtésére. Az eredmény igen szerény volt: adományokból 1040 K, előadásokból 1200 K, részjegyekből 4100 K gyűlt össze; emiatt az egyesület kénytelen az eredeti tervet elejteni s egy kisebbel megelégedni. A szerényebb menedékház 9700 K költséggel 1897-ben készült el s az egyesület védnökéről (Frigyes főhercegről, aki az építkezést 200 K-val támogatta) Frigyes-menedékháznak keresztelték. Benne 3 szoba, konyha, étterem, veranda. Építésével egyidejűleg (1894-95) a MKE a Weidau-ról a tóhoz 2 m széles, kocsival is járható utat épít s egyúttal a Zöld-tó tükrét is gáttal felemeli, úgyhogy felszíne egyharmadával megnőtt. A munkálatokat a szepesbélai Kaltstein A. vezette és ellenőrizte. 1899-ben a vihar lesodorta a menedékház tetejét; helyreállítása és javítása 1900-ban mintegy 2000 K-ba került; alapos javításon esett át a ház 1902-ben, de különösen 1913-14-ben, amikor az egyesület a menedékház javítására és berendezésének kiegészítésére mintegy 3500 K-t költ; a további bővítési munkáknak a háború kitörése vetett véget. A háború alatt és után a Zöld-tavi menedékház évekig őrizet nélkül állott s emiatt betörésektől és rongálásoktól rendkívül sokat szenvedett. 1921-ben akadt csak újból bérlője, aki a menedékházat rendbe hozatta, 1925-26-ban pedig a KV 15.400 csK költséggel jelentékenyen kibővíti, befogadóképességét 36 személyre emeli s ekként lehetővé teszi állandó üzemét. Az új épületrész berendezésére 30000 csK-t költ; 1934-ben aztán a házat mintegy 54000 csK költséggel újból bővíti, úgyhogy ma tíz szobában és két közös hálóteremben 40-40 ággyal, azonkívül pedig 3 nappali helyiséggel és 9 gazdasági helyiséggel rendelkezik.
Hozzáépítésekkel (1924-ben) és a háború utáni átépítésekkel keletkezett a jelenlegi épület.
A ház időszakosan az I. világháború után is megőrizte nevét, de nevezték Zöld-tavi menedékháznak, Zöld-tavi menháznak, Karbunkulustorony háznak i.
A menedékház neve 1950 után Brncal menedékház (Brnčalova chata). Albert Brnčal testnevelő tanár és egyben a tátrai hegymászó egyesület, az IAMES növendéke (1919-1950) volt, aki végül, mint hegymászó oktató hunyt el a Karbunkulus-hágó alatt a Kis-Papyrusz-völgyben. Jelenlegi neve Zöld-tavi menedékház (Chata pri Zelenom plese).
Jelenlegi tulajdonosa Juraj Gantner.

## Szálláshelyek
A késmárki Zöld-tó partján álló menedékház. 54 fekvőhely 2-, 4-, 6- és 12- ágyas szobákban.
Minden emeleten találhatók mellékhelységek. Melegvizes zuhanyozók állnak rendelkezésre. A menedékház központi fűtéssel van felszerelve.
Tel. : 00-421-969-4467420. Vendéglő (9-17:30, 18:30-22 órákban), bár (10-22 órákban), turista konyha. Egész évben nyitva. A hegyiszolgálat állomása.

## Megközelítése
- Matlárházáról a kék  jelzésen a Késmárki-Fehérvíz-völgyben, ebben a Zsázsa-forrás feletti útelágazásnál a sárga  jelzésen tovább a menedékházig, 2 ó 45 p.
- Biela voda autóbusz-állomástól végig a sárga  jelzésen, 2 ó 30 p.

## Túravidéke
Az északi és nyugati mellékvölgyek. A főgerinc és a belőle lehúzódó mellékgerincek csúcsai. A Zöld-tavi-csúcstól a Wéber-csúcsig sorakozó hatalmas csúcsok és a tó fölé magasodó Karbunkulus-torony.

## Jelzett turistautak
A hatalmas területen kevés a jelzett út.
- A Fehér-tavi-csúcsra a Vörös-tavi-völgyön át: a sárga  jelzésen, 2 ó 30 p.
- A Morgás-hágóra: a piros  jelzésen (Magisztrálé), 1 ó 45 p.
- A Kopa-hágóra: a kék  jelzésen, 1 ó 15 p.
- Javorinára: a kék  jelzésen a Kopa-hágóról, 3 ó.